# Choucador à épaulettes rouges
Lamprotornis nitens
Espèce
Statut de conservation UICN

 LC  : Préoccupation mineure

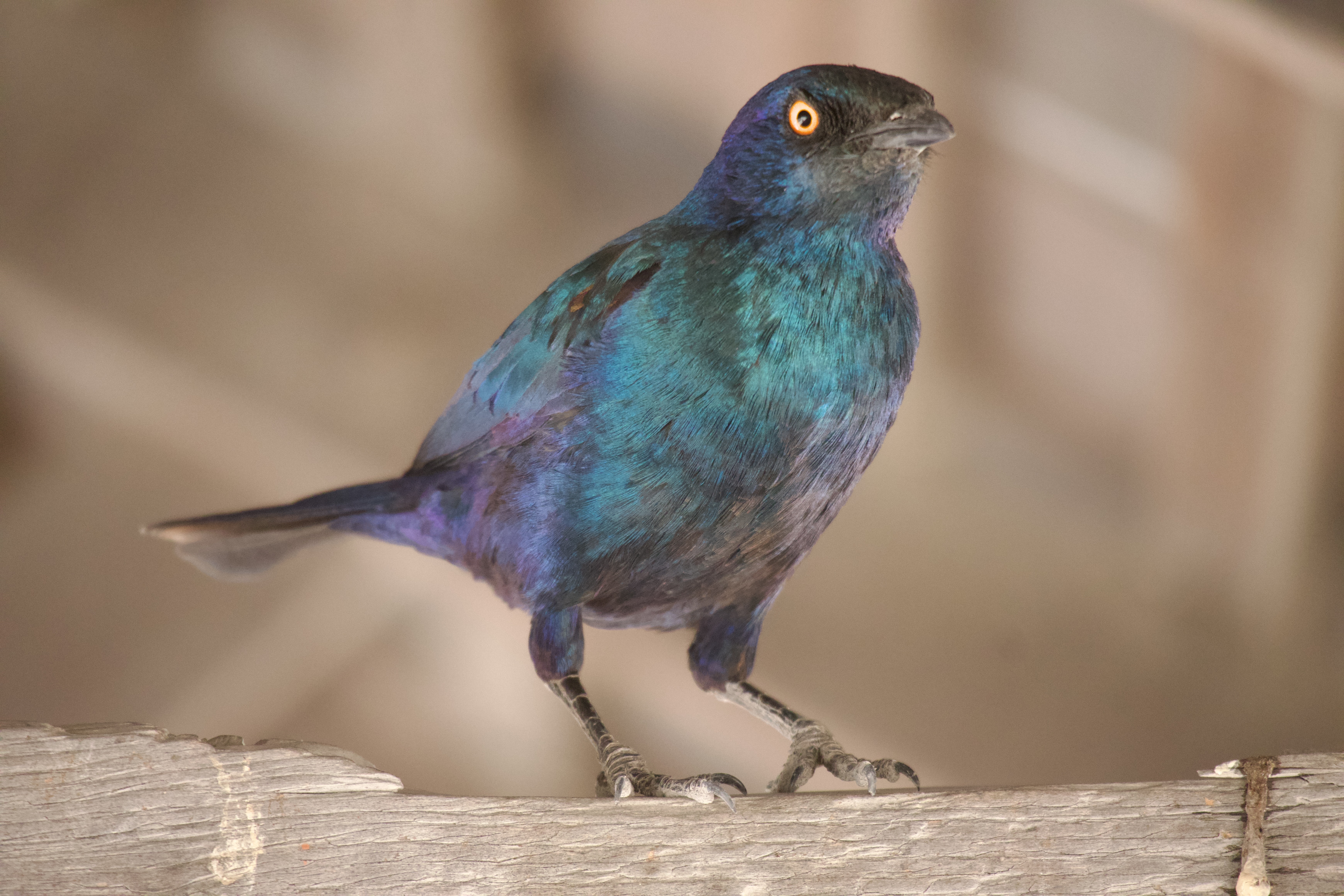
Choucador à épaule epaulettes rouges en Namibie

Le Choucador à épaulettes rouges (Lamprotornis nitens) est une espèce de passereau de la famille  des Sturnidae.

## Distribution
Cet oiseau vit notamment en Angola et en Afrique australe.